# قرار مجلس الأمن التابع للأمم المتحدة رقم 833
قرار مجلس الأمن التابع للأمم المتحدة القرار رقم 833، الذي اعتمد بالإجماع في 27 أيار/مايو 1993، بعد التذكير بالقرارات 687 (1991)، و689 (1991)، و773 (1992) و806 (1993) بالإضافة إلى تقرير من الأمين العام بطرس بطرس غالي، لاحظ المجلس استمرار عمل لجنة الأمم المتحدة لتخطيط الحدود بين العراق والكويت.
وذكر القرار بأن لجنة الأمم المتحدة لتخطيط الحدود بين العراق الكويت لم تقم بإعادة توزيع الأراضي، ولكن للمرة الأولى وضع تحديد دقيق لإحداثيات الحدود بين الكويت والعراق على أساس الاتفاق المبرم بين البلدين في عام 1963. وإذ يذكر العراق بالتزاماته بموجب القرار 687 الذي يشكل الأساس لوقف إطلاق النار. كما رحب المجلس بقرار الأمين العام الذي يتطلب من بعثة الأمم المتحدة للمراقبة في العراق والكويت وضع اللمسات الأخيرة على حدود المنطقة المنزوعة السلاح التي خططتها اللجنة.
إذ يتصرف بموجب الفصل السابع من ميثاق الأمم المتحدة، رحب مجلس الأمن، وأعرب عن تقديره باختتام أعمال لجنة تخطيط الحدود. كما أعاد التأكيد على أن قرارات لجنة الحدود نهائية، وطالب بأن يحترم العراق والكويت حرمة الحدود الدولية.

## رد الحكومة العراقية
صدر قرار مجلس قيادة الثورة برئاسة في 1 كانون الثاني سنة 1994، وذُكرَ فيه "تعبيرا عن رغبة جمهورية العراق في احترام ميثاق الامم المتحدة والقانون الدولي وانسجاما مع التزامها بالامتثال الكامل لجميع قرارات مجلس الامن التابع للامم المتحدة ذات الصفة، واثباتا لنوايا العراق السلمية، ولعزمها على العمل من اجل استتباب السلم والامن والاستقرار في المنطقة واقامة علاقات حسن الجوار على اساس قواعد الاحترام المتبادل للامن والسيادة والمصالح المشروعة واذ يعيد تأكيد قرار مجلس قيادة الثورة رقم 55 في آذار 1991 وأخذا بنظر الاعتبار قرار المجلس الوطني الذي اتخذ في الجلسة الخاصة ليوم 20 آذار 1991، واخذا بنظر الاعتبار اعلان المجلس الوطني في 10 تشرين الثاني 1994 واستنادا الى احكام الفقرة (أ) من المادة الثانية والاربعين من الدستور . قرر مجلس قيادة الثورة ما يأتي:
- أولا – تعترف جمهورية العراق بسيادة دولة الكويت وسلامتها الاقليمية واستقلالها السياسي.
- ثانيا – امتثالاً لقرار مجلس الامن التابع للامم المتحدة رقم 833 (1993) تعترف جمهورية العراق بالحدود الدولية بين جمهورية العراق ودولة الكويت كما رسمتها لجنة الامم المتحدة لترسيم الحدود بين العراق والكويت المشكلة بموجب الفقرة (3) من القرار 687 (1991) وتحترم حرمة الحدود المذكورة .
- ثالثاً – تتولى الوزارات والجهات المختصة ذات العلاقة تنفيذ هذا القرار.
- رابعا – ينفذ هذا القرار اعتبارا من العاشر من شهر تشرين الثاني 1994 وينشر في الجريدة الرسمية.

صدام حسين رئيس مجلس قيادة الثورة".

## روابط خارجية
- نص القرار على UN.org (PDF)